# Thomas Thould
Thomas Henry „Tom” Thould  (ur. 11 stycznia 1886 w Weston-super-Mare, zm. 15 czerwca 1971 tamże) – brytyjski piłkarz wodny, mistrz olimpijski.
Thould był częścią brytyjskiej drużyny, która na Letnich Igrzyskach Olimpijskich 1908 w Londynie zdobyła złoty medal. Brytyjczycy w finale pokonali Belgów 8:2.